# Family Jewels
Family Jewels е видеокомпилация, съставена от два DVD диска, на австралийската рок група AC/DC (Ей Си/Ди Си), в която са включени музикални клипове и записи на живи изпълнения. Първият диск съдържа парчета от периода на групата с вокалиста Бон Скот, от първото им появяване по телевизията през 1975 г. до изпълнения през 1980 г. – 10 дни преди смъртта на Бон. Вторият диск съдържа материал с вокалиста Брайън Джонсън, като например някои от клиповете на песните от албума Back in Black.

## Списък на песните

### Диск 1
Всички песни са написани от Ангъс Йънг, Малкълм Йънг, и Бон Скот, освен отбелязаните.
1. Baby, Please Don't Go (Големия Джо Уилямс)
  - Клипът е заснет през април 1975 г.
2. Show Business
  - Клипът е заснет на 16 юни 1975 г.
3. High Voltage
  - Клипът е заснет на 16 юни 1975 г.
4. It's a Long Way to the Top (If You Wanna Rock 'n' Roll)
  - Клипът е заснет на 23 февруари 1976 г.
5. T.N.T.
  - Клипът е заснет в началото на 1976 г.
6. "Jailbreak"
  - Клипът е заснет през март 1976 г.
7. Dirty Deeds Done Dirt Cheap
  - Клипът е заснет на 5 декември 1976 г.
8. Dog Eat Dog
  - Клипът е заснет на 3 април 1977 г.
9. Let There Be Rock
  - Клипът е заснет през юли 1977 г.
10. Rock 'n' Roll Damnation
  - Клипът е заснет на 30 април 1978 г.
11. Sin City
  - Клипът е заснет на 6 сепримври 1978 г.
12. Riff Raff
  - Клипът е заснет на 30 април 1978 г. в град Глазгоу, Великобритания
13. Rocker
  - Клипът е заснет на 30 април 1978 г. в град Глазгоу, Великобритания
14. Whole Lotta Rosie
  - Клипът е заснет на 28 октоомври, 1978 г. в предаването на БиБиСи Rock goes to College.
15. Shot Down in Flames
  - Клипът е заснет през юли 1979 г.
16. Walk All Over You
  - Клипът е заснет през юли 1979 г.
17. Touch Too Much
  - Клипът е заснет през юли 1979 г.
18. If You Want Blood (You've Got It)
  - Клипът е заснет през юли 1979 г.
19. Girls Got Rhythm
  - Клипът е заснет на 9 февруари 1980 г.
20. "Highway to Hell"
  - Клипът е заснет на 9 февруари 1980 г.

### Диск 2
Всички песни са написани от Ангъс Йънг, Малкълм Йънг, и Брайън Джонсън, освен отбелязаните.
1. Hells Bells
  - Клипът е заснет през юли 1980 г.
2. "Back in Black"
  - Клипът е заснет през юли 1980 г.
3. What Do You Do for Money Honey
  - Клипът е заснет през юли 1980 г.
4. Rock and Roll Ain't Noise Pollution
  - Клипът е заснет през юли 1980 г.
5. Let's Get It Up
  - Клипът е заснет на 21 декември 1981 г.
6. For Those About to Rock (We Salute You)
  - Клипът е заснет на 17 и 18 ноември 1983 г.
7. Flick of the Switch
  - Клипът е заснет през октомври 1983 г.
8. Nervous Shakedown
  - Клипът е заснет през октомври 1983 г.
9. "Fly on the Wall"
  - Клипът е заснет през юни 1985 г.
10. Danger
  - Клипът е заснет през юни 1985 г.
11. Sink the Pink
  - Клипът е заснет през юни 1985 г.
12. Stand Up
  - Клипът е заснет през юни 1985 г.
13. Shake Your Foundations
  - Клипът е заснет през юни 1985 г.
14. "Who Made Who"
  - Клипът е заснет на 27 и 28 февруари 1986 г.
15. You Shook Me All Night Long
  - Клипът е заснет на 10 и 12 юни 1986 г.
16. Heatseeker
  - Клипът е заснет на 3 и 4 декември 1987 г.
17. That's the Way I Wanna Rock 'n' Roll
  - Клипът е заснет на 7 март 1988 г.
18. "Thunderstruck" (Йънг, Йънг)
  - Клипът е заснет на 17 август 1990 г.
19. Moneytalks (Йънг, Йънг)
  - Клипът е заснет на 6 ноември 1990 г.
20. Are You Ready (Йънг, Йънг)
  - Клипът е заснет 18 март 1991.